# Zonsverduistering van 16 april 1893

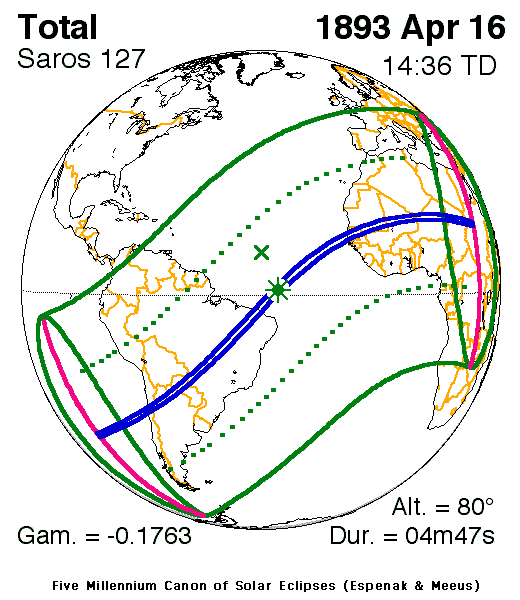

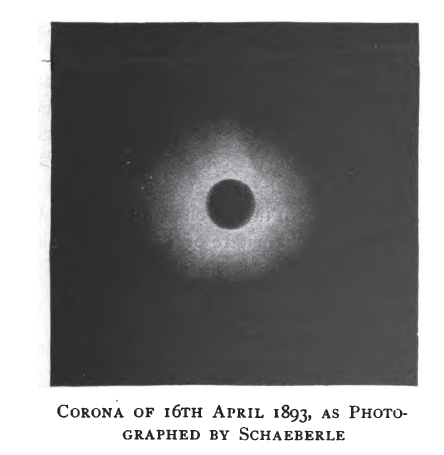
Foto van de corona door Schaeberle

De totale zonsverduistering van 16 april 1893 trok veel over zee, maar was achtereenvolgens te zien in Zuid-Amerika en West-Afrika. De zonsverduistering begon boven de Stille Oceaan en eindigde boven de Sahara.

## Lengte

### Maximum
Het punt met maximale totaliteit (4m47s) lag op zee. Aan land was dit in Brazilië met een totaliteit van 4m40s.

## Zichtbaarheid
Onderstaand overzicht toont in chronologische volgorde per land de gebieden waarin de totale verduistering te zien was :

### Zuid-Amerika
- Chili
- Argentinië
- Paraguay
- Brazilië

### Afrika
- Gambia
- Senegal
- Mauretanië
- Mali
- Niger
- Tsjaad

## Waarnemingen
Bigourdan en Deslandres van het Observatorium van Parijs en Pasteur van het Observatorium van Meudon reisden naar Joal bij Dakar in Senegal voor observaties. De Brit Thorpe reisde naar Fundium in Gambia, terwijl de Brit Taylor naar Para-Cura in Ceará in Brazilië reisde. Ook de Amerikaan Schaeberle reisde naar Zuid-Amerika en deed waarnemingen in het Observatorium van Santiago in Chili.